# Oskořínek
Oskořínek (deutsch Oskorschinek, auch Woskorinek) ist eine Gemeinde in Tschechien. Sie liegt sieben Kilometer nordöstlich von Nymburk und gehört zum Okres Nymburk.

## Geographie
Oskořínek befindet sich am Flüsschen Ronovka auf der Ostböhmischen Tafel. Durch das Dorf führt die Eisenbahn von Nymburk nach Jičín, die Bahnstation "Oskořínek" liegt in Ronov.
Nachbarorte sind Hrubý Jeseník im Norden, Chaloupky im Nordosten, Vestec im Osten, Nový Dvůr im Südosten, Chleby im Süden, Bobnice, Všechlapy und Obora im Südwesten, Krchleby im Westen sowie Jíkev im Nordwesten.

## Geschichte
Oskořínek ist vermutlich einer der ältesten Orte im Okres Nymburk. In der Zeit zwischen 900 und 980 soll Vícemil von Oskořín das Dorf Svinibrod gegründet haben, an dessen Stelle König Přemysl Otakar II. 1275 die Stadt Nymburk gegründet hat. Die erste urkundliche Erwähnung des Dorfes datiert aus dem Jahre 1451. Zuvor befand sich der Ort ab dem 14. Jahrhundert im Besitz des Čáslav stammenden Adelsgeschlechts der Valkan z Udlar, die die Feste und den Hof Ronov errichteten. Der Ortsname Oskořínek leitet sich vom Speierling (Jeřáb oskeruše) ab. Die beiderseits des Ronow-Baches gelegenen Dörfer Oskořínek und Ronov gehörten zur Herrschaft Ronov. Die Feste Ronov wurde 1637 zu einem Schloss umgestaltet. Im 18. Jahrhundert erfolgte der Umbau zum Barockschloss Nový Ronov, das von einem Park und Fasanerie umgeben war. Die Besitzer wechselten oftmals, und zu Beginn des 19. Jahrhunderts erwarben die Fürsten von Thurn und Taxis auf Loučeň auch die Güter in Ronov.
Nach der Aufhebung der Patrimonialherrschaften bildete Voskořínek mit den Ortsteilen Ronov und der Ortslage Novy Ronov ab 1850 eine Gemeinde im Bezirk Poděbrady. 1857 erfolgte der Umbau des Schlosses zur Zuckerfabrik. Im Jahre 1867 erfolgte der Bau der Straße nach Všechlapy, zuvor war das Dorf lediglich über Feldwege erreichbar. Südlich von Oskořínek wurde im 19. Jahrhundert ein Sandsteinbruch betrieben. Mit der Inbetriebnahme der Eisenbahnstrecke von Nymburk nach Jičín erhielt Voskořínek 1881 einen Anschluss an das Eisenbahnnetz. Später entstand noch eine schmalspurige Rübenbahn, die zur Zuckerfabrik Vlkava führte. 1890 bestand Voskořínek samt Ronov aus 152 Wohnhäusern und hatte 1061 Einwohner, von denen 1054 Tschechen und der Rest Deutsche waren. 1934 kam die Gemeinde zum Okres Nymburk. In den 1930er Jahren erfolgte der Abriss der infolge der Weltwirtschaftskrise eingegangenen Zuckerfabrik. An ihrer Stelle entstand ein Fußballplatz. Zu Beginn des Jahres 1980 wurden Nový Dvůr und Hrubý Jeseník eingemeindet, 1992 lösten sich beide Orte wieder los. Gepfarrt war das Dorf schon immer zur St. Wenzels-Kirche in Hrubý Jeseník.

## Gemeindegliederung
Für die Gemeinde Oskořínek sind keine Ortsteile ausgewiesen. Oskořínek gliedert sich in die Ortslagen Oskořínek (Oskorschinek) und Ronov (Ronow), die durch die Ronovka getrennt sind. Ronov liegt am linken Hang des Tales und Oskořínek rechtsseitig gegenüber.

## Sehenswürdigkeiten
- Aussichtsturm Romanka, nördlich des Dorfes
- Reste des Schlossparks Nový Ronov mit zwei barocken Statuen